# Ишии Кикуджиро
Виконт Ишии Кикуджиро (на японски: 石井 菊次郎, 24 април 1866 г. – 25 май 1945 г.) е японски дипломат и министър в периодите Мейджи, Тайшо и ранния Шова. Той е министър на външните работи на Японската империя в периода 1915 г. -1916 г.

## Биография
Ишии Кикуджиро е роден в град Мобара, провинция Казуса (днес префектура Чиба). Завършва правния факултет на Токийския имперски университет (днес Токийски университет) и постъпва на работа в министерството на външните работи. Започва кариерата си като аташе в Париж през 1891 г., после е изпратен в Чемпуло през 1896 г. (днес Инчон, Република Корея) и Пекин през 1897 г. По време на Боксерското въстание служи като свръзка между армиите на различните западни държави и прекарва шест месеца с 5-а пехотна дивизия на японската имперска армия.
Впоследствие е назначени като заместник министър на външните работи по време на първия и втори кабинет на Кацура Таро в периода 1908 – 1912 г. На 24 август 1911 г. получава титлата барон според новата аристократична система, създадена след реставрацията Мейджи. На 13 юни същата година получава Ордена на свещеното съкровище (първа степен). След мандата си на посланик във Франция (1912 г. – 1915 г.) става министър на външните работи при втория кабинет на Окума Шигенобу (1915 г. -1916 г.) и изиграва важна роля за нормализирането на отношенията между Япония и Руската империя. През 1916 г. е повишен във виконт и получава място в горната камара на японския парламент.
Ишии полага усиля за подобряване на отношенията със САЩ по време, когато те са силно обтегнати заради ситуацията в Китай и неравноправното отношение към американските японци. Неговият подход изразява силната му вяра, че добрите отношения със САЩ са първостепенни за японското икономическо и политическо развитие. В качеството си на специален пратеник (1917 г. – 1918 г.), той договаря Спогодбата Лансинг-Ишии, която има за цел да намали напрежението между двете страни, но се оказва неефективна заради нежеланието на правителствата да направят конкретни отстъпки. Ишши остава посланик в САЩ в периода 1918 г. 1919 г.) и се опитва да изглади отношенията заради Сибирската интервенция на японската армия срещу болшевиките, част от Интервенцията на Антантата в Руската гражданска война.
Той участва в Парижката мирна конференция, а по-късно е и председател на съвета и общото събрание на Обществото на народите съответно през 1923 г. и 1926 г. Следващата година предвожда японската делегация на Женевската морска конференция.
След като се завръща у дома, Ишии е член на личния съвет на императора от 1925 г. до 1945 г. и се обявява против Тристранния пакт между Япония, Нацистка Германия и Фашистка Италия.
По време на третата бомбардировка на Токио на 25 май 1945 той се отправя към храма Мейджи, където се помещава скривалището за неговия квартал, но не пристига и е приет за загинал. Тялото му не е открито.